# Punct șa

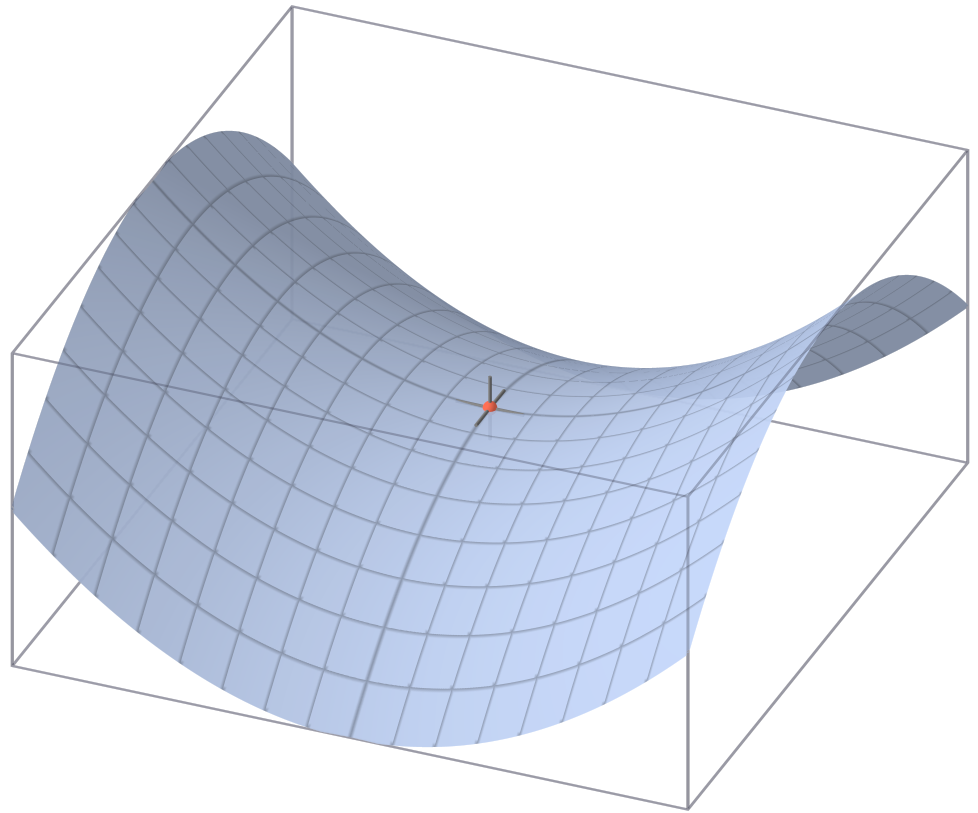
Punctul în roșu al graficului funcției asociat unicului punct șa al său (0;0).

În matematică, un punct șa (în engleză saddle point) al unei funcții f definite pe un produs cartezian X × Y a două mulțimi X și Y este un punct {\displaystyle ({\bar {x}},{\bar {y}})\in X\times Y} în așa fel încât:
- {\displaystyle y\mapsto f({\bar {x}},y)} atinge un maxim în {\displaystyle {\bar {y}}} pe Y;
- iar {\displaystyle x\mapsto f(x,{\bar {y}})} atinge un minim în {\displaystyle {\bar {x}}} pe X.

Unii autori inversează maximele și minimele ({\displaystyle f({\bar {x}},\cdot )} cu un minim în {\displaystyle {\bar {y}}} și {\displaystyle f(\cdot ,{\bar {y}})} cu un maxim în {\displaystyle {\bar {x}}}), dar aceasta nu schimbă cantitativ rezultatele (se poate reveni la cazul prezent prin schimbare de variabile).
Termenul punct șa se referă la forma de șa de cal pe care o ia graficul funcției când X și Y sunt intervale din {\displaystyle \mathbb {R} }. În terminologia din limba franceză se utilizează denumirea de punct trecătoare, cu referire la imaginea unei trecători din munte.
Într-o dimensiune, un punct șa este un punct de inflexiune care este și punct staționar.
Mai general, un punct șa pentru o funcție este un punct staționar în vecinătatea căreia curba nu se află doar pe o parte a hiperplanului tangent. 
Noțiunea de punct șa intervine:
- în optimizare, concept care permite enunțarea unor condiții care asigură existența unei soluții primare duale;
- în teoria jocurilor, puncte șa în matricile de câștig;
- pentru determinarea unor soluții particulare ale unor ecuații care nu sunt de minim sau maxim.

## Definiție
Iată o definiție destul de generală a noțiunii de punct șa a unei funcții definite pe un produs cartezian de mulțimi. Nicio structură nu este cerută pe aceste mulțimi. Funcția trebuie din contra să-și ia valorile în mulțimea numerelor reale {\displaystyle \mathbb {R} } (sau mai general în dreapta reală încheiată {\displaystyle {\bar {\mathbb {R} }}}).
Teoremă
Punct șa

Fie X și Y două mulțimi și {\displaystyle f:X\times Y\to {\bar {\mathbb {R} }}} o funcție care poate lua valorile {\displaystyle \pm \infty }. Se spune că {\displaystyle ({\bar {x}},{\bar {y}})\in X\times Y} este un punct-șa al f pe X × Y dacă
{\displaystyle \forall \,(x,y)\in X\times Y:\qquad f({\bar {x}},y)\leqslant f({\bar {x}},{\bar {y}})\leqslant f(x,{\bar {y}}).}
În condițiile de mai sus,
{\displaystyle f({\bar {x}},{\bar {y}})} este numită valoarea șa a f.
Altfel spus, {\displaystyle y\mapsto f({\bar {x}},y)} atinge un maximum în {\displaystyle {\bar {y}}} pe Y și {\displaystyle x\mapsto f(x,{\bar {y}})} atinge un minimum în {\displaystyle {\bar {x}}} pe X. Nimic nu este cerut în afara crucii {\displaystyle (\{{\bar {x}}\}\times Y)\cup (X\times \{{\bar {y}}\})},  astfel încât imaginea șeii să poată fi înșelătoare ca atunci când {\displaystyle f:\mathbb {R} ^{2}\to \mathbb {R} } este definită de f(x,y)=x2y2 (toate punctele de pe axele de ordonate sunt puncte șa).